# جان إتيان ليوتارد
جان إتيان ليوتارد أو جيوفاني ستيفانو ليوتارد كان رسامًا جنيفيًا، وفنان باستيل ومصممًا للمطبوعات، ومنظرًا فنيًا وتاجرًا فنيًا. وُلد في جمهورية جنيف لأبوين فرنسيين منفيين من الهوغونوتيين، وقضى معظم حياته المهنية يعمل في مدن مثل روما وإسطنبول وباريس وفيينا ولندن وأمستردام وغيرها. اشتهر بلوحاته التفصيلية ذات الطابع الطبيعي اللافت للنظر، المرسومة بألوان الباستيل، ومشاهد استشراقية من الحياة في تركيا. بصفته منظرًا فنيًا، كتب كتاب "مبادئ وقواعد الرسم" (Traité des Principes et règles de la Peinture)، الذي جادل فيه بأن الرسم يجب أن يكون مرآة للطبيعة.